# Bezirkssportanlage Süd
Die Bezirkssportanlage Süd ist ein groß angelegtes Sportgelände im Augsburger Stadtteil Hochfeld. Das etwa 33 Hektar große Gelände gehört zu den größten Bezirkssportanlagen Süddeutschlands und wurde 1965 von der Stadt Augsburg eingeweiht. Zu den Hauptnutzern zählen der TSV Schwaben Augsburg, die TG Viktoria Augsburg und die Sektion Augsburg des DAV. Neben diesen Vereinen wird das Gelände jedoch auch von Hobbysportlern und Schulklassen genutzt.

## Sportmöglichkeiten
Auf dem Gelände der Sportanlage Süd befinden sich zahlreiche Spielfelder für verschiedene Sportarten. Dazu zählen unter anderem Fußball, Basketball, Faustball, Feldhockey und Tennis. Der Deutsche Alpenverein betreibt zudem ein Kletterzentrum. Wichtigster Bestandteil der Sportanlage ist das am nördlichen Rand gelegene Ernst-Lehner-Stadion. In dem 1996 eröffneten Stadion finden rund 5.000 Zuschauer Platz, etwa 600 Stück davon auf überdachten Sitzplätze.
Des Weiteren verfügt die Sportanlage Süd über einen 1.730 Meter langen Rundkurs (so genannter Max-Gutmann-Laufpfad), der mit Distanztafeln und Flutlichtbeleuchtung ausgestattet ist. Weitere Laufstrecken beginnen an der Sportanlage Süd und führen in die angrenzenden Siebentischanlagen.

## Infrastruktur
Zur Infrastruktur der Sportanlage Süd gehören ein großer Parkplatz, der auch als P+R-Parkplatz für die Straßenbahn genutzt wird, sowie ein Sportplatzgebäude an der Ilsungstraße. In dem Gebäude befinden sich Umkleideräume, Duschen und Toiletten. Unmittelbar neben dem Parkplatz an der Ilsungstraße befindet sich auch das Forstmuseum Waldpavillon.